# Вентреска, Винсент
Винсент Пол Джерард Вентреска (англ. Vincent Ventresca, род. 29 апреля 1965, Индианаполис, США) — американский актёр кино и телевидения. Наибольшую известность получил благодаря роли Дериана Фокса в научно-фантастическом сериале «Человек-невидимка». Известен, в основном, главными или второстепенными ролями в телесериалах.

## Биография
Винсент Вентреска родился 29 апреля 1965 года в Индианаполисе (штат Индиана, США). Его средние имена — Пол и Джерард — были даны ему в честь святых, которым молилась его мать во время своей нелегкой беременности (ей было тогда уже 47 лет). Винсент стал её последним, 11-тым ребёнком. Он окончил Университет в Индиане с двойной специализацией — театр и психология. Это было сделано по просьбе отца, который не верил в актёрский талант сына и попросил его приобрести ещё одну, более доходную и практичную специальность.
Винсент открыл в себе дар актёра ещё во время учёбы в колледже. Именно тогда он впервые попробовал сняться в кино. В родном городе Винсента снимался фильм с участием известного актёра Джина Хэкмена. По сюжету нужен был баскетболист, а Винсент как раз хорошо играл в баскетбол. Пробы прошли неудачно, Винсенту ещё не хватало опыта, но актёрская игра Хэкмена так вдохновила его, что он решил, во что бы то ни стало, стать актёром.
С тех пор Винсент сыграл множество ролей в театре, на телевидении и в большом кино, а также стал соучредителем экспериментальной театральной компании под названием «Все, что ты сможешь проглотить». Актёры в экспериментальную труппу набираются из числа выпускников Университета Индианы. Винсент участвовал в качестве актёра в нескольких оригинальных проектах этой студии.
Но настоящая известность пришла к нему после главной роли в сериале «Человек-невидимка». Также это был его первый проект, где он снялся в дуэте с Полом Беном-Виктором. На съёмках сериала они стали настоящими друзьями, и с тех пор регулярно снимаются вместе.
Винсент — человек с разносторонними интересами, многогранная личность, актёр-универсал. Он любит разные стили музыки (в особенности, Винсу нравится Бен Харпер и «The Beatles», разные жанры кино. Винсенту одинаково хорошо удаются роли в комедиях, драмах и в фантастических фильмах. Он не исключает для себя возможности написания сценария или режиссирования некоторых эпизодов «Человека-невидимки». В свободное время Винсент любит работать в саду и готовить.
Вентреска — актёр-трудоголик, он обожает репетировать и сниматься, репетировать и сниматься, хотя его расписание часто бывает весьма напряженным, и свободного времени остается очень мало. Винс признается, что у него подозрительно много общего с его героем, Дэриеном Фоксом. Фокс — это сам Винсент, только попавший в нереальную ситуацию.
Вентреска охотно общается с уже появившимися многочисленными фанатами сериала «Человек-невидимка». Он регулярно заходит на сайт поклонников «Невидимки», которые называют себя I-Maniacs, и просматривает сообщения, размещаемые там. Винсенту интересно знать, как реагируют зрители на отдельные серии, какой отклик в их душе вызвал главный герой. Винсент считает, что интернет помогает приблизить телевидение к театру.

## Личная жизнь
Жену Винсента зовут Диана Шинер. Они поженились в 1995 году. В апреле 2000 года у них родился сын Бенджамин Джеймс, а в июле 2002 года — дочка Рене Мари.

## Фильмография
| Год         | Русское название                     | Оригинальное название                  | Персонаж              | Примечание                                               |
| ----------- | ------------------------------------ | -------------------------------------- | --------------------- | -------------------------------------------------------- |
| 1991        | Принц из Беверли-Хиллз               | The Fresh Prince of Bel-Air            | Алекс                 | сериал (1 эпизод)                                        |
| 1993        | Жизнь продолжается                   | Life Goes On                           | Бейтс                 | сериал (1 эпизод)                                        |
| 1993        |                                      | Almost Home                            | Дейв                  | сериал (1 эпизод)                                        |
| 1993        | Пустое гнездо                        | Empty Nest                             | коп                   | сериал (1 эпизод)                                        |
| 1993        |                                      | Blossom                                | Грант                 | сериал (1 эпизод)                                        |
| 1994        | Монти                                | Monty                                  | репортёр              | сериал (1 эпизод)                                        |
| 1994        |                                      | Menendez: A Killing in Beverly Hills   | Ник                   | ТВ-фильм                                                 |
| 1994 и 1996 | Друзья                               | Friends                                | весельчак Бобби       | сериал (2 эпизода, 1 сезон 10 серия, и 2 сезон 10 серия) |
| 1995        |                                      | Crazy Love                             | Джон Стрэттон         | сериал                                                   |
| 1995        |                                      | Medicine Ball                          | Том                   | сериал (1 эпизод)                                        |
| 1995        | Диагноз: Убийство                    | Diagnosis Murder                       | Джонни Меслофски      | сериал (1 эпизод)                                        |
| 1995        | Суррогатная мать                     | The Surrogate                          | Эрик Шоу              | ТВ-фильм                                                 |
| 1995        | Степень вины                         | Degree of Guilt                        | Ричи Эргос            | ТВ-фильм                                                 |
| 1996 — 1997 |                                      | Boston Common                          | профессор Джек Рид    | сериал (31 эпизод)                                       |
| 1997        | Роми и Мишель на встрече выпускников | Romy and Michele’s High School Reunion | Билли                 | кинофильм                                                |
| 1998        |                                      | Real Life                              | Сет                   | сериал (1 эпизод)                                        |
| 1998        | Тонкая розовая линия                 | The Thin Pink Line                     | Боб                   | кинофильм                                                |
| 1998        | В поисках Лолы                       | Looking for Lola                       | Тони                  | кинофильм                                                |
| 1998        | Добыча                               | Prey                                   | доктор Эд Тейт        | сериал (13 эпизодов)                                     |
| 1998        | Спасти рядового Райана               | Saving Private Ryan                    | солдат на пляже       | кинофильм                                                |
| 1998        |                                      | Maggie Winters                         | Боббт                 | сериал                                                   |
| 1999        |                                      | Can’t Stop Dancing                     | Чак Ливайн            | кинофильм                                                |
| 1999        |                                      | This Space Between Us                  | Стерлинг Монтроуз     | кинофильм                                                |
| 1999        | Джек и Джилл                         | Jack & Jill                            | Дэнни Халлэхэн        | сериал (2 эпизода)                                       |
| 2000        | Любовь и секс                        | Love & Sex                             | Ричард Милтнер        | кинофильм                                                |
| 2000 — 2002 | Человек-невидимка                    | The Invisible Man                      | Дериан Фокс           | сериал (45 эпизодов)                                     |
| 2001        | Роковой соблазн                      | The Learning Curve                     | Маршал                | кинофильм                                                |
| 2001        | «Мэдисон»                            | Madison                                | Уолкер Грейф          | кинофильм                                                |
| 2002        |                                      | Robbing 'Hef                           | Джеймс                | кинофильм                                                |
| 2002        |                                      | Couples                                | Артур                 | ТВ-фильм                                                 |
| 2002        | За поворотом                         | Purgatory Flats                        | Томас Рид             | кинофильм                                                |
| 2002        | Сумеречная зона                      | The Twilight Zone                      | Мэтт Макгриви         | сериал (1 эпизод)                                        |
| 2003        |                                      | Vegas Dick                             | Дики Барретт          | ТВ-фильм                                                 |
| 2003        | Детектив Раш                         | Cold Case                              | доктор Беннетт Кэхилл | сериал (1 эпизод)                                        |
| 2003        | Лас-Вегас                            | Las Vegas                              | Эллиот                | сериал (1 эпизод)                                        |
| 2004        | C.S.I.: Место преступления Майами    | CSI: Miami                             | Джозеф Зеллэр         | сериал (1 эпизод)                                        |
| 2004        | «Смерть по прейскуранту»             | Dead & Breakfast                       | Док Рили              | кинофильм                                                |
| 2004 — 2005 | Настоящие дикари                     | Complete Savages                       | Джимми Саваж          | сериал (16 эпизодов)                                     |
| 2005        | Человек-личинка                      | Larva                                  | доктор Эли Радкус     | ТВ-фильм                                                 |
| 2006        |                                      | Julie Reno, Bounty Hunter              | Ти-Бон                | сериал (1 эпизод)                                        |
| 2006        | Мамонт                               | Mammoth                                | доктор Фрэнк Абернэти | ТВ-фильм                                                 |
| 2007        | Детектив Монк                        | Monk                                   | Роб Шерман            | сериал (1 эпизод: 6 сезон, 5 серия)                      |
| 2008        | В простом виде                       | In Plain Sight                         | Вернон Макрой         | сериал (1 эпизод)                                        |
| 2008        |                                      | Sorry                                  | Робин Таскер          | кинофильм                                                |
| 2009        | Зверь                                | The Beast                              | Роман Петреску        | сериал (1 эпизод)                                        |
| 2009        |                                      | Without a Trace                        | Дэвид Морган          | сериал (1 эпизод)                                        |
| 2009        | Тру Джексон                          | True Jackson, VP                       | мистер Джеймерсон     | сериал (1 эпизод)                                        |
| 2009        | Секрет соседа                        | My Neighbor’s Secret                   | Джейсон               | ТВ-фильм                                                 |
| 2009        | Менталист                            | The Mentalist                          | Дункан Вивер          | сериал (1 эпизод: 2 сезон, 7 серия)                      |
| 2009        | Кукольный дом                        | Dollhouse                              | Нолан Киннард         | сериал (3 эпизода)                                       |
| 2010        |                                      | (818)                                  | Моррис Пилладж        | кинофильм                                                |
| 2010        | Перлы моего отца                     | $h*! My Dad Says                       | Самсон                | сериал (1 эпизод)                                        |
| 2010        |                                      | Answers to Nothing                     | Эрик                  | кинофильм                                                |
| 2011        | Должен ли был Ромео?                 | Should’ve Been Romeo                   | Актёр № 1             | кинофильм                                                |
| 2013        | Никита                               | Nikita                                 | Эйвери                | сериал (4 сезон,5-6 эпизоды)                             |
| 2013        | C.S.I.: Место преступления           | CSI: Crime Scene Investigation         | Коннор Дурман         | сериал (1 эпизод: 13 сезон, 19 серия)                    |
| 2015        | Риццоли и Айлс                       | Rizzoli & Isles                        | Доктор Карлсон        | сериал (1 эпизод: 6 сезон, 3 серия)                      |